# 鈴木悠介 (ギタリスト)
鈴木 悠介（すずき ゆうすけ、1982年8月16日生まれ）は日本のギタリスト、作曲家。

## 概要
愛知県名古屋市生まれ。14歳の時に演劇部に所属しギターを始める。高校卒業後も音楽に明け暮れ17歳から作曲活動を始める。ヤングギター誌主催「GITマスターズ2005」にてグランプリを23歳で受賞する。MI JAPAN名古屋校にて講師をしながら
ギタリスト兼作・編曲家として活動中。 得意分野はアコースティック・クラシックギター奏法、作曲、編曲、D™。好きなアーティストはプログレ、FUSION。